# Going (ゆずのアルバム)
『Going [2001-2005]』（ゴーイング 2001-2005）は、ゆずが発売した初のベスト・アルバム。

## 概要
- アルバム『ユズモア』から当時の最新アルバム『1 〜ONE〜』までの楽曲と新曲「GOING HOME」を収録した。『Home [1997-2000]』と2枚同時発売。
- オリジナルアルバムに未収録の「恋の歌謡日」、「水平線」、「濃」は今作でも未収録。
- 曲順が熟考され、何十枚ものサンプル盤を経て決定された。
- ジャケットのイラストは村上隆が担当した。

## 収録曲
1. 栄光の架橋(5:26)
21stシングル。
2. アゲイン2(4:03)
12thシングル。
3. 3カウント(3:32)
11thシングル。
4. スミレ(5:05)
18thシングル。
5. 桜木町(4:35)
20thシングル「桜木町/シュミのハバ/夢の地図」1曲目。
6. ユーモラス(5:41)
4thアルバム『ユズモア』収録。
7. シュミのハバ(3:45)
20thシングル「桜木町/シュミのハバ/夢の地図」2曲目。
8. 3番線(1:41)
17thシングル「3番線/水平線」1曲目。
9. 青(4:27)
15thシングル。
10. 歩行者優先(3:54)
19thシングル「歩行者優先/濃」1曲目。
11. 夢の地図(4:54)
20thシングル「桜木町/シュミのハバ/夢の地図」3曲目。
12. 呼吸(4:17)
16thシングル。
13. またあえる日まで(3:16)
14thシングル。
14. 1(5:20)
7thアルバム『1 〜ONE〜』収録。
15. GOING HOME(7:19)
作詞:ゆず、作曲:北川悠仁
新曲。ゆずの楽曲で7分を超えるのは葉月の雨、午前九時の独り言に続き3曲目となる。